# Лексгаард
Лексгаард (нім. Lexgaard) — громада в Німеччині, розташована в землі Шлезвіг-Гольштейн. Входить до складу району Північна Фризія. Складова частина об'єднання громад Зюдтондерн.
Площа — 5,24 км2. Населення становить 52 ос. (станом на 31 грудня 2020).